# Dragon Zoltán (festő)
Dragon Zoltán (Debrecen, 1913. július 2. – Budapest, 1945. február 7.) festő.

## Életpályája
Dragon István és Pataki Rozália gyermekeként született. 1924–1933 között az egri Dobó István Reáliskolában tanult, majd 1935–1943 között az Országos Magyar Királyi Képzőművészeti Főiskola hallgatója. 1942-ben középiskolai rajztanárként diplomázott. Ugyanebben az évben elnyerte a Báró Hatvany Ferenc-díjat, majd júliusban Nagybányán járt. 1943. április 4-én Budapesten feleségül vette Horváth Margitot, Gittát, több festményének modelljét. 1944-ben kinevezték polgári iskolai rajztanárrá. 1945. február 7-én hunyt el Budapesten, szovjet hadimunkán, koponyalövés következtében.
Művészeti pályafutása során festett portrékat, élet- és tájképeket, dolgozott olajjal, akvarellel, szénnel. Mégis legkiemelkedőbb műveinek a 40-es évek elején alkotott könnyed, lazúros akvarellfestményeit tekinthetjük. Műterme és legújabb, absztraháló festményeinek javarésze a világháborús bombázásokban elpusztult. Alkotásait köz- (így a Magyar Képzőművészeti Egyetem Levéltár és Művészeti Gyűjtemény, a Magyar Nemzeti Galéria) és magángyűjtemények őrzik.

## Írásai
A jövő művészete. Szakdolgozat. Budapest, kézirat, 1942.

## Kiállításai
- Reáliskolai rajzkiállítás, Eger, Magyar Királyi Állami Dobó István Reáliskola, 1933. április 30.–?[8]
- XVII. Tavaszi Szalon, Budapest, 1942. június 7–21.[9]
- XVIII. Tavaszi Szalon, Budapest, 1943. június 20–29.[10]
- Műbarát Kiállítási Intézet 48. kiállítása, 1943. november 14–26.[11]